# 接吻 (クリムト)
接吻（せっぷん、ドイツ語: Der Kuss, 英語: The Kiss）は、帝政オーストリアの画家であるグスタフ・クリムトが1907年から1908年にかけて描いた油絵。180 × 180 cm、キャンバスに油彩。現在はベルヴェデーレ宮殿オーストリア絵画館（オーストリア・ギャラリー）に収蔵されている。
クリムト自身と恋人エミーリエ・フレーゲがモデルとされる。1908年の総合芸術展「クンストシャウ」（ウィーン）で大好評を博し、展覧会終了と同時にオーストリア政府に買い上げられた、クリムトの代表作のひとつである。
本作品にみられるように、クリムトは「金の時代」には金箔を多用したが、これはしばしば琳派の影響を受けたものと指摘される。美術史学者の新関公子は『接吻』の男性側マントの装飾について、「オーストリア応用美術館が万博出品作から購入した『漆塗見本衝立』や『漆塗見本額』にインスパイアされたものであろう」と推測している。